# Hệ sinh thái khởi nghiệp
Hệ sinh thái khởi nghiệp (tiếng Anh: entrepreneurial ecosystem) là một thuật ngữ chỉ một cộng đồng (community) bao gồm các thực thể cộng sinh, chia sẻ và bổ sung cho nhau, tạo nên một môi trường thuận lợi thúc đẩy sự hình thành nên các doanh nghiệp khởi nghiệp sáng tạo và tăng trưởng nhanh.

## Định nghĩa
Hệ sinh thái khởi nghiệp là cách thức một quốc gia hay một thành phố thiết lập để thúc đẩy hoạt động khởi nghiệp tại địa phương. Trong khi đó, OECD định nghĩa hệ sinh thái khởi nghiệp như là “tổng hợp các mối liên kết chính thức và phi chính thức giữa các chủ thể khởi nghiệp (tiềm năng hoặc hiện tại), tổ chức khởi nghiệp (công ty, nhà đầu tư mạo hiểm, nhà đầu tư thiên thần, hệ thống ngân hàng,…) và các cơ quan liên quan (trường đại học, các cơ quan nhà nước, các quỹ đầu tư công,…) và tiến trình khởi nghiệp (tỉ lệ thành lập doanh nghiệp, số lượng doanh nghiệp có tỉ lệ tăng trưởng tốt, số lượng các nhà khởi nghiệp,…) tác động trực tiếp đến môi trường khởi nghiệp tại địa phương”.

## Yếu tố
Dựa trên những định nghĩa trên, dễ nhận thấy hệ sinh thái khởi nghiệp sẽ bao gồm các yếu tố khác nhau tùy thuộc vào điều kiện kinh tế, chính trị, giáo dục,...của từng địa phương. Isenberg (2014) cũng đã khẳng định rằng sẽ là sai lầm nếu tạo ra một bản sao của “Silicon Valley” bởi những khác biệt cốt lõi của Mỹ so với các quốc gia khác. Tuy nhiên, về cơ bản, ta có thể khái quát các yếu tố cấu thành một hệ sinh thái khởi nghiệp theo định nghĩa của World Economic Forum (2013)  như sau:
1. Thị trường
2. Nguồn nhân lực
3. Nguồn vốn và tài chính
4. Hệ thống hỗ trợ khởi nghiệp (mentors, advisors,...)
5. Khung pháp lý và cơ sở hạ tầng
6. Giáo dục và Đào tạo
7. Các trường đại học, học viện
8. Văn hóa quốc gia
9.Các công ty hay nguồn lực hỗ trợ về mảng IT